# タイの国章
タイ王国の国章（タイおうこくのこくしょう）は仏教およびヒンドゥー教の神話に登場する神鳥・ガルダ（クルット）をモチーフとしている。アユタヤ王朝以来のタイのシンボルであり、正式に国章となったのは1911年のことであった。
翼を広げたガルダは王室および政府の象徴として用いられ、憲法や官報など政府の発する文書や書簡にはガルダの絵が描かれている。この姿のガルダは「Krut Pha」、ヴィシュヌのヴァーハナ（神の乗り物）となったガルダと呼ばれている。
ガルダはインドネシアの国章およびモンゴル国の首都ウランバートルの紋章としても用いられている。タイの国章のガルダとインドネシアの国章にあるガルーダとの違いは、紋章学に基づく盾（エスカッシャン）などを用いていないことにある。

## 国章制定の歴史

タイの国王旗

アユタヤ王朝では王は複数の印章（ตรา, tra）を内政、外交、軍事、宮廷などの目的で使っていた。その使い分けは法令で厳密に定められており印章を専用に扱う官僚も存在した。これらの印章は王の権威の象徴となっていったが、ビルマによるアユタヤ陥落と略奪破壊で失われた。その後のチャクリー王朝でも印章の使用が継続された。シヴァ神をあらわす Maha Ongkan (มหาโองการ)、ヴィシュヌ神をあらわす Khrut Phah (ครุฑพ่าห์)、ブラフマー神をあらわす Hong Phiman (หงสพิมาน)、インドラ神をあらわす Airaphot (ไอราพต) という4つの王の印章（พระราชลัญจกร, Phra Rajalancakorn）が王の発する様々な文書に用いられた。これらの印章は、1873年の国章制定後も完全に廃止されることなく引き続き用いられた。

Maha Ongkan。七重の傘に挟まれた宮殿の中にオームのシンボルがある。シヴァ神を象徴する
Khrut Phah。神鳥ガルダがヴィシュヌ神を載せ、蛇神ナーガを退治している場面。このガルダが後にタイのシンボルとしても用いられる
Hong Phiman。ブラフマー神の乗り物である神鳥ハンサの背に宮殿が乗っている
Airaphot。インドラ神の乗り物である神象アイラーヴァタの背に宮殿が乗っている

1873年、即位から間もないシャム王国国王ラーマ5世（チュラチョームクラオ王、あるいはチュラーロンコーン大王）は近代化の一環として西洋の紋章学に基づく国章を制定した（後述）。しかし20年後の1893年、ラーマ5世は、この紋章が西洋化されすぎておりアユタヤ王朝以来の王権の象徴であったガルダの姿がないとして異母兄弟のナリッサラーヌワッティウォン親王（ナリット親王）に対し新たなエンブレムを作るよう命じた。
当初、ナリット親王は円の中にガルダがヴィシュヌ神を載せ、蛇神ナーガを退治している姿を描いた。このエンブレムは、ラーマ5世がナリット親王に対しヴィシュヌとナーガを除くように指示したため短期間しか使われなかった。結局、円の中にガルダだけを描いたエンブレムがラーマ5世の治世に王の印章として、象徴として用いられたが、タイ国家の国章としては西洋式の国章が依然として有効であった。
ラーマ5世が崩御した後、新たな王となったラーマ6世（モンクットクラオ王）は1910年、西洋式の国章を廃止してガルダのみを自身のエンブレムとすることを決意し、新たなエンブレム作りを命じた。これはラーマ5世時代のエンブレムに基づくものだったが外周に円を描いてその中に王の名が書かれており、新たな王が即位するたびに外周の円にある王の名も書き改めることになっていた。国王旗にもガルダがあしらわれることになった。1911年の法令では、このガルダのエンブレムがタイ国王の文書に押印される印章と定められ、以後、タイ王国政府にとってもこのエンブレムが様々な機会に用いられる正式な象徴となった。
ラーマ7世（ポッククラオ王）の1935年の退位後に即位したラーマ8世（アーナンタ・マヒドン王）はまだ若くスイス留学中であり戴冠が行われなかったため、新たなエンブレムも作られないままであり結局ラーマ5世のエンブレムがそのまま代わりに用いられることになった。1946年にラーマ9世（プーミポンアドゥンラヤデート王）が即位すると新たなエンブレムが作られ、これが現在まで王の象徴として用いられている。
1911年の法律により、タイ王国政府によるガルダ像のエンブレムの使用方法が定められたため、今日の政府文書などの上方にはガルダの像が印刷されている。ただし法令でガルダ像の正式な描き方は定められていないため、省庁などにより像の形は微妙に異なっている。また王室と取引のある信頼できる企業のうち、希望する企業に対しては、国王より御用達の証としてガルダの像が贈られている。

ナリット親王が1893年にデザインしたシャムのエンブレム。ガルダ、ナーガ、ヴィシュヌ神が描かれているが短期間しか用いられなかった
ナリット親王が次にデザインしたシャムのエンブレム。これがラーマ5世時代のエンブレムとなった
ラーマ6世時代より、円の内側に国王の正式な姓名が書かれたものが国章として用いられるようになった。上記のエンブレムは国王ラーマ9世時代のもの
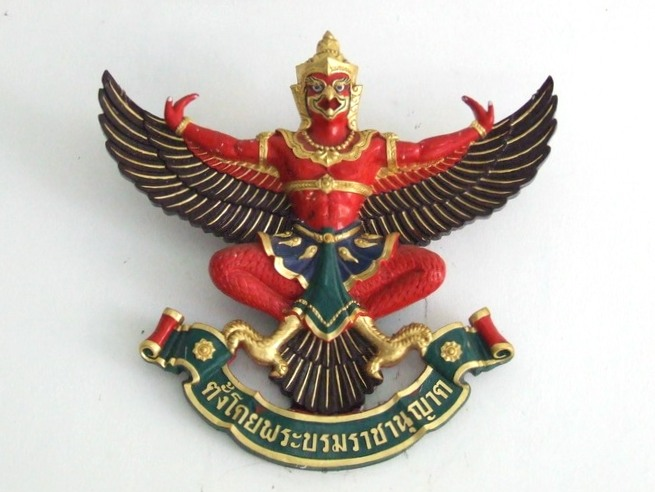
ガルダ像。タイ王国国王より御用達の証として会社や店に贈られるもの。この写真のガルダ像は、サイアム商業銀行の支店に飾られているもの

## タイのかつての国章

1873年から1910年までのシャム国章

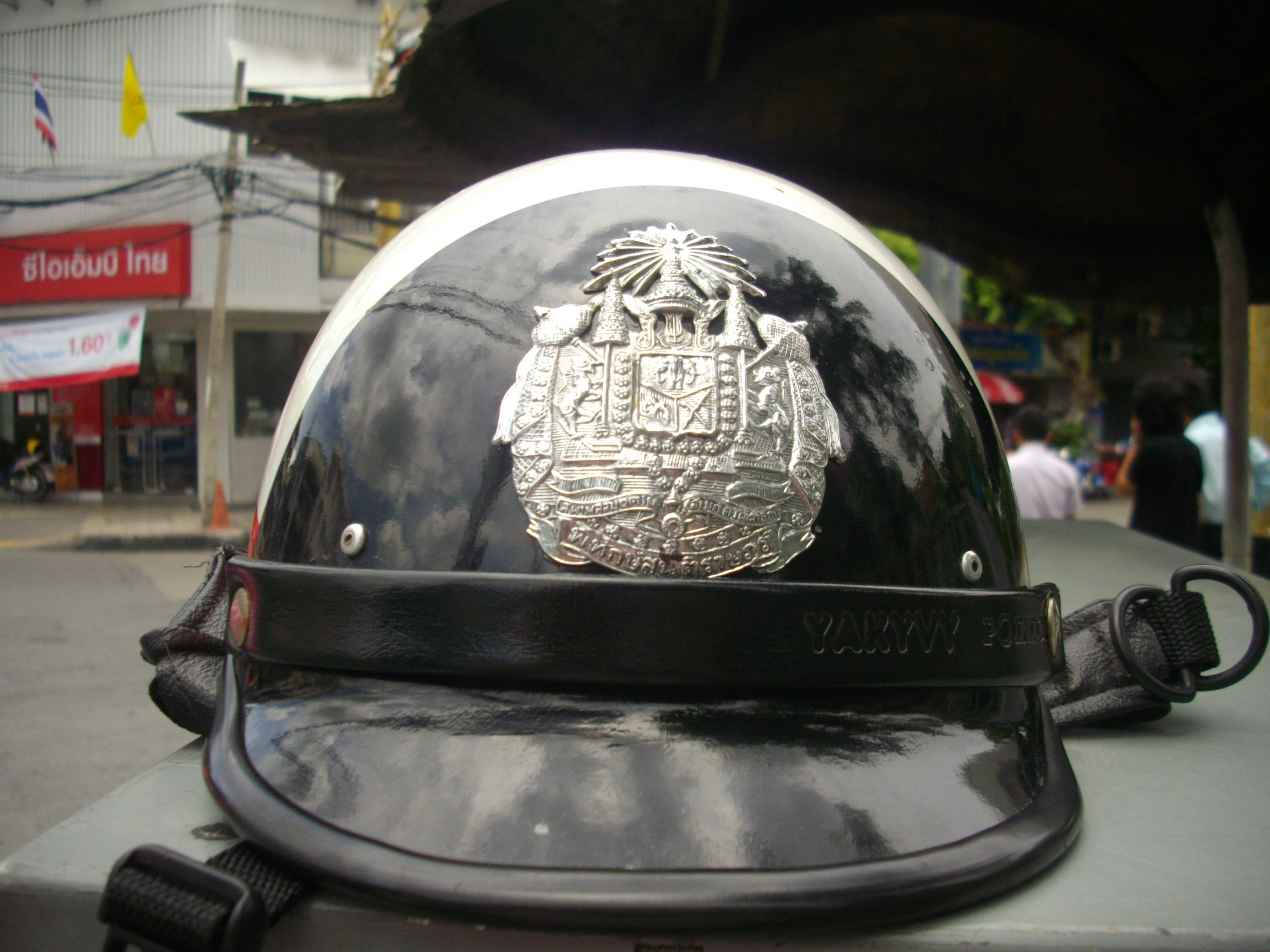
タイ警察の交通警官のヘルメット。旧国章のバッジがある

タイ（シャム）はかつて西洋の紋章学に基づいた国章を定めており、1873年にラーマ5世が制定したときから1910年にラーマ5世が崩御するまでの間使われていた。今日でもタイ警察の帽章や、軍の大学チュラチョームクラオ陸軍士官学校（CRMA）の象徴として使われている。
紋章の上の方にはタイの国王の王権を象徴するレガリア「五種の神器」のひとつ、金色に輝く大きな王冠「プラマハーピチャイモンクット」（戦勝の王冠、พระมหาพิชัยมงกุฎ）があしらわれて、その頂上から光線が放たれている。王冠の下にはタイの王家であるチャクリー王朝の象徴、「スダルシャナ（ヴィシュヌの力の象徴である円盤状の武器・チャクラム）の中にあるトリシューラ（シヴァが持つ三叉戟）」が描かれている。王冠の左右には、国王のためにかざされる金色の七層の傘が描かれている。
紋章の背後で交差しているのは五種の神器のうちの短剣「プラセーンカンチャイシー」（พระแสงขรรค์ชัยศรี）と杖「ターラプラコーン」（ธารพระกร）である。その背後にはドレープ状のローブが垂れ下がり紋章全体を包み込んでいるが、これは王のローブであり、ラーマ5世が制定したチュラチョームクラーオ勲章のローブでもある。傘と盾を支えるサポーターは伝説上の動物、王の獅子（ラージャシンハ、rajasiha）と象と獅子の合わさった神獣（ガジャシンハ、gajasiha）である。
シールド（盾）は3つの部分に分かれる。上部には王国のうちタイ族の地（シャムの北部、南部、中部）を象徴するエラワン（เอราวัณ, 胴が一つで頭が三つの象、アイラーヴァタのタイでの呼び名）が黄色い地に描かれる。下の向かって左には、ラオ族を象徴する白い象（「百万頭の象」を意味するラーンサーン王朝を象徴する）が赤い地に描かれている。下右にはマレー族を象徴するクリス（波打った刀身の、マレー伝統の短剣）が桃色の地に交差している。
シールドの下には2本の鎖があるが、ひとつは仏教の分野に功績のあったものに贈られる九宝石勲章の、もうひとつはチュラチョームクラーオ勲章のネックレスを意味する。シールドの下の帯（スクロール）には、パーリ語によるモットーがタイ文字で書かれており、「สพฺเพสํ สงฺฆภูตานํ สามคฺคี วุฑฺฒิ สาธิกา」（Sabbesam Sanghabhutānam Sāmaggī Vuḍḍhi Sādhiga, 統一は幸福をもたらす）と読める。